# East Carleton
East Carleton est une paroisse civile et un village du Norfolk, en Angleterre.